# Charles Brommesson
Fritz Johan „Charles“ Brommesson (* 12. August 1903 in Helsingborg; † 1. September 1978 ebenda) war ein schwedischer Fußballspieler.

## Laufbahn
Brommesson spielte ab 1921 für Helsingborgs IF. Mit dem Klub, der 1924 Gründungsmitglied der Liga war, spielte er in der Allsvenskan. 1929 und 1930 wurde er mit dem Verein Erster der Liga, seinerzeit wurde jedoch der Titel des schwedischen Meisters nicht offiziell vergeben. Insgesamt bestritt er 231 Partien für den Klub, ehe er 1930 aus beruflichen Gründen seine Karriere beenden musste.
Brommesson bestritt zudem 12 Länderspiele für Schweden. Er debütierte bei der 1:2-Auswärtsniederlage gegen die ungarische Landesauswahl am 28. Oktober 1923 im Nationaljersey. Bei den Olympischen Spielen 1924 kam er drei Mal zum Einsatz. Mit der Auswahl gewann er die Bronzemedaille, kam aber in den Spielen um den dritten Platz – das erste Spiel endete unentschieden und machte ein weiteres Entscheidungsspiel nötig – gegen die niederländische Nationalmannschaft nicht zum Einsatz. Während des Turniers erzielte er zudem seinen ersten von vier Länderspieltreffern, als er beim 8:1-Erfolg über Belgien am 29. Mai zum zwischenzeitlichen 4:0 ins Tor traf. Bis 1930 gehörte er der Nationalmannschaft an, sein letztes Länderspiel bestritt er am 28. September des Jahres beim 2:2-Unentschieden gegen Belgien.